# Leichtathletik-Weltmeisterschaften 1991/Medaillenspiegel
Diese Tabelle zeigt den Medaillenspiegel der Leichtathletik-Weltmeisterschaften 1991 in Tokio. Die Platzierungen sind nach der Anzahl der gewonnenen Goldmedaillen sortiert, gefolgt von der Anzahl der Silber- und Bronzemedaillen (lexikographische Ordnung). Weisen zwei oder mehr Länder eine identische Medaillenbilanz auf, werden sie alphabetisch geordnet auf dem gleichen Rang geführt.
| Medaillenspiegel Stand nach allen 43 Entscheidungen | Medaillenspiegel Stand nach allen 43 Entscheidungen | Medaillenspiegel Stand nach allen 43 Entscheidungen | Medaillenspiegel Stand nach allen 43 Entscheidungen | Medaillenspiegel Stand nach allen 43 Entscheidungen | Medaillenspiegel Stand nach allen 43 Entscheidungen |
| Platz                                               | Land                                                | Gold                                                | Silber                                              | Bronze                                              | Gesamt                                              |
| --------------------------------------------------- | --------------------------------------------------- | --------------------------------------------------- | --------------------------------------------------- | --------------------------------------------------- | --------------------------------------------------- |
| 1                                                   | Vereinigte Staaten                                  | 10                                                  | 8                                                   | 8                                                   | 26                                                  |
| 2                                                   | Sowjetunion                                         | 9                                                   | 9                                                   | 11                                                  | 29                                                  |
| 3                                                   | Deutschland                                         | 5                                                   | 4                                                   | 8                                                   | 17                                                  |
| 4                                                   | Kenia                                               | 4                                                   | 3                                                   | 1                                                   | 8                                                   |
| 5                                                   | Großbritannien                                      | 2                                                   | 2                                                   | 3                                                   | 7                                                   |
| 6                                                   | Volksrepublik China                                 | 2                                                   | 1                                                   | 1                                                   | 4                                                   |
| 7                                                   | Algerien                                            | 2                                                   | –                                                   | 1                                                   | 3                                                   |
| 8                                                   | Jamaika                                             | 1                                                   | 1                                                   | 3                                                   | 5                                                   |
| 9                                                   | Finnland                                            | 1                                                   | 1                                                   | 1                                                   | 3                                                   |
| 10                                                  | Frankreich                                          | 1                                                   | 1                                                   | –                                                   | 2                                                   |
| 10                                                  | Japan                                               | 1                                                   | 1                                                   | –                                                   | 2                                                   |
| 12                                                  | Bulgarien                                           | 1                                                   | –                                                   | –                                                   | 1                                                   |
| 12                                                  | Italien                                             | 1                                                   | –                                                   | –                                                   | 1                                                   |
| 12                                                  | Polen                                               | 1                                                   | –                                                   | –                                                   | 1                                                   |
| 12                                                  | Sambia                                              | 1                                                   | –                                                   | –                                                   | 1                                                   |
| 12                                                  | Schweiz                                             | 1                                                   | –                                                   | –                                                   | 1                                                   |
| 17                                                  | Kuba                                                | –                                                   | 2                                                   | –                                                   | 2                                                   |
| 18                                                  | Kanada                                              | –                                                   | 1                                                   | 1                                                   | 2                                                   |
| 18                                                  | Ungarn                                              | –                                                   | 1                                                   | 1                                                   | 2                                                   |
| 18                                                  | Rumänien                                            | –                                                   | 1                                                   | 1                                                   | 2                                                   |
| 21                                                  | Äthiopien                                           | –                                                   | 1                                                   | –                                                   | 1                                                   |
| 21                                                  | Brasilien                                           | –                                                   | 1                                                   | –                                                   | 1                                                   |
| 21                                                  | Dschibuti                                           | –                                                   | 1                                                   | –                                                   | 1                                                   |
| 21                                                  | Namibia                                             | –                                                   | 1                                                   | –                                                   | 1                                                   |
| 21                                                  | Niederlande                                         | –                                                   | 1                                                   | –                                                   | 1                                                   |
| 21                                                  | Norwegen                                            | –                                                   | 1                                                   | –                                                   | 1                                                   |
| 21                                                  | Schweden                                            | –                                                   | 1                                                   | –                                                   | 1                                                   |
| 28                                                  | Marokko                                             | –                                                   | –                                                   | 2                                                   | 2                                                   |
| 29                                                  | Spanien                                             | –                                                   | –                                                   | 1                                                   | 1                                                   |